# 吉田村 (岐阜県海津郡)
吉田村（よしだむら）は、かつて岐阜県海津郡に存在した村である。
現在の海津市南濃町吉田に該当する。
吉田村設立時は下石津郡の村であったが、郡制による郡の合併により、海津郡の村となっている。

## 歴史
- 1889年（明治22年）7月1日 - 中島村、内新田、外新田、および亀池新田の大部分[1]が合併し発足。
- 1897年（明治30年）4月1日[2] - 郡制に基づき、下石津郡、海西郡と安八郡の一部が合併したことにより海津郡の所属となる。
- 1897年（明治30年）4月1日 - 太田村、田鶴村、松山村、境村と合併し石津村が発足。同日吉田村廃止。